# Lyon Mountain (New York)
Lyon Mountain est une localité située dans la municipalité de Dannemora et une census-designated place du comté de Clinton, dans l'État de New York, aux États-Unis,. En 2020, elle compte une population de 421 habitants.